# Devonta Pollard
Devonta Pollard (Porterville, 7 luglio 1994) è un ex cestista statunitense, professionista in Europa.